# Hagenhof (Igersheim)
Hagenhof ist ein Weiler auf der Gemarkung des Igersheimer Ortsteils Bernsfelden im Main-Tauber-Kreis im fränkisch geprägten Nordosten Baden-Württembergs.

## Geschichte
Hagenhof wurde im Jahre  1412 erstmals urkundlich erwähnt, als der Ort zum Deutschen Orden gelangte und dem Deutschordensamt Neuhaus zugeteilt wurde. Der Wohnplatz kam als Teil der ehemals selbständigen Gemeinde Bernsfelden am 1. Januar 1972 zur Gemeinde Igersheim.

## Kulturdenkmale
Kulturdenkmale in der Nähe des Wohnplatzes sind in der Liste der Kulturdenkmale in Bernsfelden verzeichnet.

## Verkehr
Hagenhof ist über eine von der L 1001 abzweigende Straße zu erreichen. Vor Ort befindet sich die gleichnamige Straße Hagenhof.